# Chiesa di Santa Maria Assunta (Bergamo, Malpensata)
La chiesa di Santa Maria Assunta è un luogo di culto cattolico che si trova alla Malpensata, quartiere di Bergamo, in provincia e diocesi di Bergamo; fa parte del vicariato urbano sud-ovest.

## Storia
Nella zona a sud della stazione di Bergamo, vi è il quartiere Malpensata, nella fascia protetta del torrente Morla, un tempo zona paludosa che ha tracce testimoniate di un antico edificio di culto già dal X secolo, sulla roggia Guidana, in un territorio chiamato Paltriniano.  Non si hanno notizie di fabbricati importanti se non una grande cascina risalente al XVI secolo e un fabbricato conosciuto come la Malpensata, da qui il nome della località. Della seconda metà del Trecento è l'edificazione del grande fabbricato conosciuto poi come Conventino. Alla sua creazione era sicuramente una piccola cappella detta di Santa Maria in Patrignano e aveva in prossimità una piccola abitazione.
La chiesa doveva essere un luogo di accoglienza e di preghiera per quanti dalla pianura volevano raggiungere Bergamo. L'edificazione di luoghi di culto con annesso locali dedicati al ricovero, era comune in ogni località. Nel 1485 la città di Bergamo fu colpita gravemente dalla peste e in prossimità vi fu edificato il lazzaretto. La chiesa presenta ancora nell'aula, rientranze laterali che erano gli antichi sedili dei viandanti, che segnavano, a testimonianza della presenza, alcuni graffi sui muri. Del 1482 è documentata la presenza di un romito dei frati minori che dipendeva dalla chiesa di santa Maria delle Grazie. La chiesa fu ampliata e in prossimità creato il grande complesso di accoglienza a partire dal Seicento che diventerà il complesso del “Conventino” edificandone la struttura nel XVII secolo le parti a sud nord e nel secolo successivo la sezione centrale. Serve sempre considerare che al tempo la zona era molto distante dal centro urbano. Nel 1501 l'edificio fu rimodernato e intitolato al Santo Sepolcro mentre nella relazione della visita pastorale di san Carlo Borromeo dell'autunno del 1575, risulta che fosse dedicata all'assunzione di Maria.
La nuova chiesa era conosciuta dai fedeli come Santa Maria di Sotto perché non fosse confusa con quella a dedicazione mariana di santa Maria di Sopra, e i locali adiacenti furono destinati ad accogliere le orfane del territorio. Fu con la soppressione del convento che i locali furono acquistati da Antonio Giovanelli gandinese, il quale li alienò all'albergo laicale dei poveri, fondato nel 1764 da don Giambattista Madaschi vicario della chiesa di San Michele al Pozzo Bianco e Francesco Dehè, luogo che accoglieva le bambine in difficoltà, che aveva la sede in bordo San Lorenzo e che veniva chiamato Conventino. La nuova sede ne riprese il nome e grazie ai sussidi e contributi ottenuti anche dai monasteri che erano stati soppressi degli agostiniani, domenicani e francescani, l'istituto poté ampliare i propri spazi. Il Conventino accoglieva bambine abbandonate dall'età di sei ai dodici anni che non presentavano patologie, quindi da avviare ad attività lavorative. Nel medesimo tempo don Regolo Belotti aveva fondato l'istituto del Soccorso per le ragazze che a causa della grave indigenza vivevano situazioni di pericolo, l'istituto che nel 1812 fu inglobato nel Conventino, diventando questo l'istituto di accoglienza femminile, diviso in due sezioni.
I locali furono anche luogo di ricovero dei militari e dei feriti durante la prima guerra d'indipendenza, e nel 1882 affidato alla congregazione delle suore di carità delle Sante Bartolomea Capitanio e Vincenza Gerosa di Lovere, e nel 1969 dal patronato San Vincenzo de' Paoli creando negli antichi spazi convittuali la casa per il Giovane un auditorium e l'istituto di ricerche farmacologiche "Mario Negri" che rimase attivo fino al 2010.

## Descrizione

### Esterno
L'edificio di culto è posto all'incrocio tra la via Mauro Gavazzeni e via Conventino, ed è anticipato da uno spazio chiuso da una cancellata in ferro. Il fronte principale presente un portico a grandi tre aperture a tutto sesto, con basamento in bugnato fino alla parte superiore divisa da una cornice marcapiano da dove s'impostano quattro lesene complete di capitelli ionici che reggono il timpano triangolare. La lesene separano tre aperture a tutto sesto di grandi dimensioni complete da un'inferriata particolarmente lavorata, corrispondenti alle aperture del portico. Sul lato sinistro vi è il campanile composto da quattro sezioni, l'ultima con aperture a monofore, ospita il castello campanaro che fa da cassa armonica delle campane. La parte culmina con la cupola a cipolla coronata dalla croce ferrea.

### Interno
L'interno a navata unica con volta a botte, è divisa da lesene in tre campate. Sulle lesene tra la prima e la seconda sono conservati affreschi della chiesa del XV secolo raffiguranti Giuda impiccato su di un albero con la scritta “Iuda Scariot/et se apicho per se”, e scialbi del Battesimo nelle acque del Giordano. Il decoro della volta fu realizzato a quattro mani nel 1827 dall'artista Quirino Salvatori con il figlio Giambattista.
La chiesa conserva opere d'importante interesse artistico: Madonna che consegna il rosario ai santi Domenico e Caterina da Siena di Gian Paolo Cavagna e la Crocifissione con la Madonna e san Giovanni di autore ignoto e di scuola lombarda, l'Adorazione dei pastori di Leandro Bassano e nell'abside centrale vi è un affresco che rappresenta l'Apocalisse di San Giovanni realizzato dal pittore Walter Bellocchio.
L'organo a canne posto nella parte sinistra della terza campata in prossimità della zona presbiteriale, è del 1849 realizzato da Felice Bossi. Corrispondente sul lato destro vi è la cantoria.
I locali dell'istituto conservano nella loro parte più antica tracce di pitture.